# Listă de cratere pe Ganymede
Ganymede este cel mai mare satelit din Sistemul Solar și are o suprafață dură cu multe cratere. Cele mai multe dintre ele sunt numite după figuri din mituri egiptene, mesopotamiene și alte mituri antice din Orientul Mijlociu.

## Listă
| Crater       | Coordonate                          | Diametru(km) | Anul aprobării | Eponim | Ref   |
| ------------ | ----------------------------------- | ------------ | -------------- | --- | ----- |
| Achelous⁠(d)  | 61°54′N 11°47′W / 61.9°N 11.78°V    | 40           | 1979           | Achelous, zeul râului grec; tatăl lui Callirrhoe, mama lui Ganymede.                                            | WGPSN |
| Adad         | 57°26′N 1°59′E / 57.43°N 1.98°E     | 39           | 1979           | Adad, zeul asiro-babilonian al tunetului.                                                                       | WGPSN |
| Adapa        | 73°05′N 31°19′W / 73.08°N 31.32°V   | 57           | 1979           | Adapa, asiro-babilonian; a pierdut nemurirea când, la sfatul lui Ea, a refuzat hrana vieții.                    | WGPSN |
| Agreus       | 15°52′N 127°18′E / 15.87°N 127.3°E  | 63           | 1985           | Agreus, zeul vânătorului din Tir.                                                                               | WGPSN |
| Agrotes      | 60°56′N 167°23′E / 60.93°N 167.38°E | 74           | 1985           | Agrotes, Tir; cel mai mare zeu al lui Gebal; zeu fermier.                                                       | WGPSN |
| Aleyin       | 15°08′N 134°05′W / 15.14°N 134.08°V | 12.4         | 1997           | Aleyin, Fiul lui Ba spiritul izvoarelor.                                                                        | WGPSN |
| Ammura       | 31°46′N 17°39′E / 31.76°N 17.65°E   | 61.5         | 1979           | Ammura, fenician; zeul apusului.                                                                                | WGPSN |
| Amon         | 33°41′N 139°23′E / 33.69°N 139.39°E | 102          | 1985           | Amon, regele teban al zeilor.                                                                                   | WGPSN |
| Amset        | 14°25′S 178°45′W / 14.41°S 178.75°V | 11           | 1997           | Amset, Unul dintre cei patru zei ai morților, fiul lui Horus.                                                   | WGPSN |
| Anat         | 4°06′S 128°00′W / 4.1°S 128°V       | 2.9          | 1985           | Anat, zeița asiro-babiloniană a rouei. Notă: definește 128 de grade longitudine pe Ganymede.                    | WGPSN |
| Andjeti      | 52°45′S 161°06′W / 52.75°S 161.1°V  | 52           | 1985           | Andjeti, egiptean; primul zeu al lui Busirus.                                                                   | WGPSN |
| Anhur        | 32°38′N 167°41′E / 32.63°N 167.68°E | 25           | 1997           | Anhur, zeul războinic egiptean.                                                                                 | WGPSN |
| Antum        | 5°05′N 141°04′E / 5.09°N 141.06°E   | 14.75        | 1985           | Antum, babilonian; soția lui Anu.                                                                               | WGPSN |
| Anu          | 65°14′N 15°45′E / 65.24°N 15.75°E   | 55           | 1979           | Anu, zeul sumerian-akkadian al puterii, al cerurilor.                                                           | WGPSN |
| Anubis       | 84°26′S 128°40′W / 84.44°S 128.66°V | 114          | 1988           | Anubis, zeul egiptean cu cap de șacal care a deschis lumea interlopă pentru morți.                              | WGPSN |
| Anzu         | 63°31′N 62°44′W / 63.51°N 62.73°V   | 210          | 2000           | Anzu, figura de pasăre gigantică cu cap de leu, pasărea sumeriană.                                              | WGPSN |
| Apophis      | 8°07′S 83°50′E / 8.12°S 83.84°E     | 57           | 2000           | Apophis, șarpe gigantic egiptean care simbolizează haosul sau inexistența.                                      | WGPSN |
| Ashîma       | 39°03′S 122°59′W / 39.05°S 122.98°V | 84           | 1985           | Ashîm, zeul semitic-arab al sorții.                                                                             | WGPSN |
| Asshur       | 54°10′N 26°31′E / 54.16°N 26.52°E   | 25.5         | 1979           | Ashîm, zeul semitic-arab al sorții.                                                                             | WGPSN |
| Atra-hasis   | 22°32′N 105°53′E / 22.54°N 105.89°E | 133          | 2000           | Atra-hasis, erou extrem de înțelept al mitului akkadian, a supraviețuit marelui potop.                          | WGPSN |
| Aya          | 68°20′N 37°59′E / 68.34°N 37.98°E   | 38           | 1979           | Aya, asiro-babilonian; soția lui Shamash.                                                                       | WGPSN |
| Ba           | 24°55′N 30°02′E / 24.92°N 30.03°E   | 43           | 1979           | Ba, fenician; zeu canaanit.                                                                                     | WGPSN |
| Bau          | 23°03′N 48°40′W / 23.05°N 48.67°V   | 77           | 1988           | Bau, Zeița care a suflat în oameni suflarea vieții; fiica lui Anu și patrona lui Lagash.                        | WGPSN |
| Bes          | 25°29′S 179°02′E / 25.48°S 179.04°E | 63           | 1985           | Bes, zeul egiptean al căsătoriei.                                                                               | WGPSN |
| Chrysor      | 15°18′N 134°20′W / 15.3°N 134.34°V  | 7            | 1997           | Chrysor, zeul fenician; inventator al momelii, al cârligelor și al firului, primul care a navigat.              | WGPSN |
| Cisti        | 31°36′S 64°14′W / 31.6°S 64.23°V    | 70           | 1997           | Cisti, zeul vindecătorului iranian.                                                                             | WGPSN |
| Damkina      | 30°10′S 4°53′W / 30.17°S 4.88°V     | 190          | 2006           | Damkina, cerul babilonian și zeitatea sănătății, regina zeilor și mama lui Marduk în unele relatări.            | WGPSN |
| Danel        | 4°20′S 21°18′W / 4.33°S 21.3°V      | 56           | 1979           | Danel, fenician; erou mitic versat în arta divinației.                                                          | WGPSN |
| Dendera      | 1°07′S 104°32′E / 1.12°S 104.54°E   | 82           | 2000           | Dendera, orașul în care Hathor era zeița principală. (Numele a fost schimbat de la Dendera Facula.)             | WGPSN |
| Diment       | 23°08′N 8°14′E / 23.14°N 8.23°E     | 40           | 1979           | Diment, zeița egipteană a locuinței morților.                                                                   | WGPSN |
| Ea           | 17°43′N 148°44′W / 17.72°N 148.73°V | 20           | 1997           | Ea, zeul asiro-babilonian al apei, al înțelepciunii și al pământului.                                           | WGPSN |
| El⁠(d)        | 1°01′N 151°22′W / 1.01°N 151.36°V   | 55           | 1997           | El, „Tatăl oamenilor”, a existat înainte de nașterea zeilor.                                                    | WGPSN |
| Enkidu       | 26°37′S 34°52′E / 26.61°S 34.87°E   | 122          | 1982           | Enkidu, prietenul lui Ghilgameș.                                                                                | WGPSN |
| Enlil        | 55°22′N 47°54′E / 55.36°N 47.9°E    | 34.6         | 1979           | Enlil, asiro-babilonian; zeul naturii al aerului, al uraganelor și al naturii.                                  | WGPSN |
| En-zu        | 11°35′N 168°24′W / 11.59°N 168.4°V  | 5            | 1997           | Enzu, zeul lunii babilonian.                                                                                    | WGPSN |
| Epigeus⁠(d)   | 22°58′N 179°21′E / 22.96°N 179.35°E | 343          | 1997           | Epigeu, zeul fenician.                                                                                          | WGPSN |
| Erichthonius | 15°19′S 175°16′W / 15.32°S 175.26°V | 31           | 1997           | Erichthonius, posibil tată al lui Ganymede.                                                                     | WGPSN |
| Eshmun       | 17°27′S 167°53′E / 17.45°S 167.88°E | 98           | 1979           | Eshmun, fenician; divinitatea Sidonului.                                                                        | WGPSN |
| Etana        | 74°44′N 19°39′E / 74.74°N 19.65°E   | 46           | 1979           | Etana, asiro-babilonian; a cerut vulturului o plantă pentru a-i da un moștenitor.                               | WGPSN |
| Gad          | 13°34′S 137°34′W / 13.56°S 137.56°V | 72           | 1985           | Gad, zeul semitic al sorții sau al norocului.                                                                   | WGPSN |
| Geb          | 56°25′N 177°21′E / 56.41°N 177.35°E | 60           | 1985           | Geb, Zeul Pământului Heliopolis.                                                                                | WGPSN |
| Geinos       | 18°38′N 140°34′E / 18.64°N 140.56°E | 56           | 1985           | Geinos, Tir; zeul fabricării cărămizilor.                                                                       | WGPSN |
| Gilgamesh    | 62°50′S 124°50′W / 62.84°S 124.83°V | 153          | 1979           | Ghilgameș, asiro-babilonian; a căutat nemurirea după ce Enkidu a murit.                                         | WGPSN |
| Gir          | 34°03′N 145°45′W / 34.05°N 145.75°V | 73           | 1985           | Gir, zeul sumerian al căldurii verii.                                                                           | WGPSN |
| Gula⁠(d)      | 64°09′N 12°18′W / 64.15°N 12.3°V    | 38           | 1979           | Gula, asiro-babilonian; zeița medicinei.                                                                        | WGPSN |
| Gushkin      | 20°45′N 45°59′W / 20.75°N 45.98°V   | 40.5         | 2016           | Gushkin-Banda, zeul patron sumerian al aurarilor.                                                               | WGPSN |
| Halieus      | 34°27′N 167°08′W / 34.45°N 167.14°V | 90           | 1985           | Halieus, Tir; zeu pescar.                                                                                       | WGPSN |
| Hapi         | 30°34′S 147°20′E / 30.57°S 147.34°E | 96           | 1988           | Hapi, zeul egiptean al Nilului.                                                                                 | WGPSN |
| Harakhtes    | 35°57′N 100°16′W / 35.95°N 100.26°V | 108          | 2000           | Harakhtes, „Horus celor două orizonturi”, formă a zeului egiptean Horus care reprezintă calea soarelui.         | WGPSN |
| Haroeris     | 28°32′N 63°11′E / 28.53°N 63.18°E   | 70           | 2000           | Haroeris, zeul egiptean al cerului ai cărui ochi sunt soarele și luna, o formă a lui Horus.                     | WGPSN |
| Hathor       | 66°54′S 91°16′E / 66.9°S 91.26°E    | 173          | 1979           | Hathor, zeița egipteană a bucuriei și a iubirii.                                                                | WGPSN |
| Hay-tau      | 14°26′N 133°08′W / 14.44°N 133.13°V | 27           | 1997           | Hay-tau, zeul Nega, spiritul vegetației forestiere.                                                             | WGPSN |
| Hedetet      | 32°55′S 108°59′E / 32.91°S 108.99°E | 106          | 2000           | Hedetet, zeița scorpion egipteană.                                                                              | WGPSN |
| Hershef      | 47°23′N 90°37′E / 47.39°N 90.62°E   | 120          | 2000           | Hershef, zeu egiptean cu cap de berbec.                                                                         | WGPSN |
| Humbaba      | 55°09′S 67°19′W / 55.15°S 67.31°V   | 40           | 2000           | Humbaba, gardian terifiant babilonian al pădurilor de cedri.                                                    | WGPSN |
| Ilah         | 22°00′N 160°37′W / 22°N 160.62°V    | 76           | 1985           | Ilah, primul zeu al cerului sumerian.                                                                           | WGPSN |
| Ilus         | 13°28′S 110°26′W / 13.46°S 110.43°V | 90           | 1985           | Ilus, fratele lui Ganymede.                                                                                     | WGPSN |
| Irkalla      | 32°31′S 114°50′W / 32.52°S 114.84°V | 117          | 1985           | Irkalla, zeița sumeriană a lumii de apoi, văzută de Enkidu în vis.                                              | WGPSN |
| Ishkur       | 0°22′N 8°22′W / 0.37°N 8.37°V       | 67           | 1985           | Ishkur, zeul sumerian al ploii.                                                                                 | WGPSN |
| Isimu        | 8°30′N 8°22′W / 8.5°N 8.37°V        | 89.5         | 1985           | Isimu, zeul sumerian al vegetației.                                                                             | WGPSN |
| Isis         | 67°17′S 158°48′E / 67.28°S 158.8°E  | 75           | 1979           | Isis, zeița egipteană; soția lui Osiris.                                                                        | WGPSN |
| Kadi         | 47°41′N 178°30′W / 47.68°N 178.5°V  | 87           | 1985           | Kadi, zeița babiloniană a dreptății.                                                                            | WGPSN |
| Khensu⁠(d)    | 1°01′N 152°56′W / 1.02°N 152.93°V   | 17           | 1997           | Khensu, zeul egiptean al lunii.                                                                                 | WGPSN |
| Khepri       | 20°25′N 147°34′W / 20.41°N 147.56°V | 47           | 1997           | Khepri, Zeul transformărilor pentru heliopitani.                                                                | WGPSN |
| Khonsu       | 37°31′S 169°10′E / 37.51°S 169.17°E | 80           | 1988           | Khonsu, zeul egiptean al lunii.                                                                                 | WGPSN |
| Khumbam      | 24°06′S 24°39′E / 24.1°S 24.65°E    | 57           | 1979           | Khumbam, asiro-babilonian; zeu creator elamit.                                                                  | WGPSN |
| Kingu        | 34°40′S 132°58′E / 34.66°S 132.97°E | 78           | 1988           | Kingu, asiro-babilonian; lider cucerit al forțelor lui Tiamat al cărui sânge a fost folosit pentru a crea omul. | WGPSN |
| Kishar       | 72°42′N 10°32′E / 72.7°N 10.54°E    | 78           | 1979           | Kishar, asiro-babilonian; zeiță progenitoare terestră.                                                          | WGPSN |
| Kittu⁠(d)     | 0°24′N 25°24′E / 0.4°N 25.4°E       | 15           | 1985           | Kittu, zeul asiro-babilonian al dreptății.                                                                      | WGPSN |
| Kulla        | 33°13′N 113°52′W / 33.22°N 113.87°V | 93           | 1985           | Kulla, zeul sumerian al fabricării cărămizilor.                                                                 | WGPSN |
| Lagamal      | 64°18′N 115°47′E / 64.3°N 115.79°E  | 131          | 2000           | Lagamal, fiul zeului babilonian Ea.                                                                             | WGPSN |
| Laomedon     | 20°54′N 77°54′W / 20.9°N 77.9°V     | 64           | 2019           | Laomedon, regele Troiei, nepotul lui Ganymede.                                                                  | WGPSN |
| Latpon       | 58°44′N 171°13′W / 58.74°N 171.21°V | 43           | 1997           | Latpon, Unul dintre fiii lui El.                                                                                | WGPSN |
| Lugalmeslam  | 23°43′N 166°07′E / 23.72°N 166.11°E | 64           | 1997           | Lugalmeslam, zeul sumerian al lumii de apoi.                                                                    | WGPSN |
| Lumha        | 36°01′N 154°14′W / 36.01°N 154.23°V | 58           | 1985           | Lumha, Titlul lui Enki ca patron al cântăreților; tot preot babilonian.                                         | WGPSN |
| Maa          | 1°18′N 156°22′E / 1.3°N 156.37°E    | 31           | 1997           | Maa, zeul egiptean al simțului văzului.                                                                         | WGPSN |
| Mehit        | 28°57′N 164°23′W / 28.95°N 164.39°V | 47           | 1985           | Mehit, zeița egipteană cu cap de leu; soția lui Anhur.                                                          | WGPSN |
| Melkart      | 9°52′S 173°56′E / 9.86°S 173.93°E   | 105          | 1979           | Melkart, fenician; divinitatea Tirului.                                                                         | WGPSN |
| Menhit       | 36°19′S 140°19′W / 36.31°S 140.32°V | 140          | 2006           | Menhit, leu egiptean și zeiță a războiului.                                                                     | WGPSN |
| Min          | 29°14′N 1°16′W / 29.23°N 1.26°V     | 33           | 1988           | Min, zeul egiptean al fertilității.                                                                             | WGPSN |
| Mir          | 3°18′S 129°42′E / 3.3°S 129.7°E     | 8            | 1985           | Mir, zeul semitic de vest al vântului.                                                                          | WGPSN |
| Misharu      | 4°19′S 24°07′E / 4.31°S 24.11°E     | 88           | 1985           | Misharu, zeul legii asiro-babilonian.                                                                           | WGPSN |
| Mont         | 44°37′N 48°03′E / 44.62°N 48.05°E   | 15           | 1997           | Mont, zeul războiului teban.                                                                                    | WGPSN |
| Mor          | 30°33′N 32°39′E / 30.55°N 32.65°E   | 41           | 1979           | Mor, fenician; spiritul recoltei.                                                                               | WGPSN |
| Mot          | 9°56′N 165°57′W / 9.93°N 165.95°V   | 23           | 1997           | Mot, Duhul secerișului, unul dintre fiii lui El.                                                                | WGPSN |
| Mush         | 15°07′S 114°46′W / 15.12°S 114.77°V | 99           | 1985           | Mush, zeitate masculină sumeriană; părțile superioare sunt umane, părțile inferioare un șarpe.                  | WGPSN |
| Nabu         | 45°23′S 1°11′W / 45.39°S 1.19°V     | 40           | 1979           | Nabu, zeul sumerian al activității intelectuale.                                                                | WGPSN |
| Nah-Hunte    | 17°46′S 85°16′W / 17.76°S 85.26°V   | 47           | 2000           | Nah-Hunte, zeul elamit al luminii și al dreptății.                                                              | WGPSN |
| Namtar       | 58°20′S 19°18′E / 58.34°S 19.3°E    | 50           | 1979           | Namtar, demon de boală asiro-babilonian.                                                                        | WGPSN |
| Nanna        | 17°37′S 118°08′E / 17.61°S 118.13°E | 56           | 1985           | Nanna, zeul sumerian al lunii; zeul înțelepciunii.                                                              | WGPSN |
| Nefertum     | 44°21′N 38°58′E / 44.35°N 38.96°E   | 29           | 1997           | Nefertum, fiul divin originar al triadei Memphis, fiul lui Ptah.                                                | WGPSN |
| Neheh        | 72°08′N 62°40′W / 72.13°N 62.66°V   | 54           | 1985           | Neheh, zeul egiptean al eternității.                                                                            | WGPSN |
| Neith⁠(d)     | 29°27′N 6°58′W / 29.45°N 6.97°V     | 90           | 1988           | Neith, zeița războinică egipteană; zeița artelor domestice.                                                     | WGPSN |
| Nergal⁠(d)    | 38°35′N 159°40′E / 38.58°N 159.67°E | 9.6          | 1997           | Nergal, regele asiro-babilonian al lumii de apoi.                                                               | WGPSN |
| Nidaba       | 17°45′N 123°26′W / 17.75°N 123.43°V | 199          | 1985           | Nidaba, zeița sumeriană a cerealelor.                                                                           | WGPSN |
| Nigirsu      | 58°16′S 39°26′E / 58.26°S 39.43°E   | 53           | 1979           | Nigirsu, asiro-babilonian; zeul câmpurilor, zeul războiului.                                                    | WGPSN |
| Ningishzida  | 14°07′N 170°10′E / 14.11°N 170.16°E | 32           | 1997           | Ningishzida, zeul sumerian al vegetației.                                                                       | WGPSN |
| Ninkasi      | 59°13′N 48°51′W / 59.21°N 48.85°V   | 81           | 1988           | Ninkasi, zeița sumeriană a berii.                                                                               | WGPSN |
| Ninki        | 8°22′S 120°47′W / 8.37°S 120.79°V   | 194          | 1985           | Ninki, consort cu Ea, zeul babilonian al apei.                                                                  | WGPSN |
| Ninlil       | 6°16′N 118°19′W / 6.27°N 118.32°V   | 91           | 1985           | Ninlil, zeița principală asiriană; consoarta lui Asshur.                                                        | WGPSN |
| Ninsum       | 14°21′S 140°33′W / 14.35°S 140.55°V | 88           | 1985           | Ninsum, zeița babiloniană minoră a înțelepciunii; mama lui Ghilgameș.                                           | WGPSN |
| Nut          | 54°13′S 90°48′E / 54.21°S 90.8°E    | 90           | 1979           | Nut, zeița egipteană a cerului.                                                                                 | WGPSN |
| Osiris       | 38°00′S 166°19′W / 38°S 166.31°V    | 107          | 1979           | Osiris, zeul egiptean al morților.                                                                              | WGPSN |
| Ptah         | 65°54′S 142°57′E / 65.9°S 142.95°E  | 30           | 1988           | Ptah, zeul suveran din Memphis; patron al artizanilor.                                                          | WGPSN |
| Punt         | 24°53′S 120°09′E / 24.89°S 120.15°E | 135          | 1997           | Punt, Țara de la est de Egipt, de unde provine Bes. Schimbat din Punt Facula.                                   | WGPSN |
| Ruti         | 13°14′N 51°21′E / 13.23°N 51.35°E   | 16           | 1979           | Ruti, fenician; zeu Byblos.                                                                                     | WGPSN |
| Saltu        | 14°09′S 7°14′E / 14.15°S 7.23°E     | 40           | 2006           | Saltu, zeita babiloniana a discordiei si ostilitatii.                                                           | WGPSN |
| Sapas        | 57°27′N 33°59′W / 57.45°N 33.99°V   | 56           | 1979           | Shapash, asiro-babilonian; torța zeilor.                                                                        | WGPSN |
| Sati         | 30°50′N 12°48′W / 30.84°N 12.8°V    | 95           | 1988           | Sati, soția lui Khnum, zeul egiptean al cataractei.                                                             | WGPSN |
| Sebek        | 61°15′N 3°13′E / 61.25°N 3.22°E     | 61           | 1979           | Sebek, zeul crocodil egiptean.                                                                                  | WGPSN |
| Seima        | 17°05′N 144°02′E / 17.09°N 144.03°E | 38           | 1985           | Seima, zeița-mamă a arameilor.                                                                                  | WGPSN |
| Seker        | 39°10′S 14°37′E / 39.16°S 14.62°E   | 103          | 1988           | Seker, zeul egiptean al morților din Memphis.                                                                   | WGPSN |
| Selket       | 15°02′N 105°42′W / 15.03°N 105.7°V  | 168          | 1985           | Selket, zeița tutelară care păzea intestinele morților.                                                         | WGPSN |
| Serapis      | 12°24′S 44°07′W / 12.4°S 44.11°V    | 169          | 1997           | Serapis, zeul egiptean vindecător.                                                                              | WGPSN |
| Shu          | 43°10′N 3°10′E / 43.16°N 3.16°E     | 44           | 1988           | Shu, zeul egiptean al aerului.                                                                                  | WGPSN |
| Sin          | 52°56′N 2°32′E / 52.94°N 2.54°E     | 19           | 1979           | Sin, zeul lunii babilonian.                                                                                     | WGPSN |
| Tammuz       | 13°27′N 129°14′E / 13.45°N 129.24°E | 51           | 1985           | Tammuz, zeița egipteană a nașterii.                                                                             | WGPSN |
| Tanit        | 57°29′N 36°37′W / 57.49°N 36.62°V   | 26           | 1979           | Tanit, zeul tinerilor akkadian al vegetației; fiul lui Ishtar.                                                  | WGPSN |
| Tashmetum    | 39°43′S 95°28′E / 39.72°S 95.46°E   | 135          | 2000           | Tashmetum, asiro-babilonian; zeiță cartagineză.                                                                 | WGPSN |
| Ta-urt       | 27°40′N 55°48′E / 27.66°N 55.8°E    | 94           | 1988           | Taurt, zeița asiro-babiloniană care a inventat scrisul împreună cu soțul ei Nabu.                               | WGPSN |
| Teshub       | 68°18′S 80°43′E / 68.3°S 80.72°E    | 188          | 1994           | Teshub, zeul elamit al furtunii.                                                                                | WGPSN |
| Thoth        | 43°13′S 147°15′W / 43.22°S 147.25°V | 102          | 1985           | Thoth, zeul lunii egiptean; a inventat toate artele și științele.                                               | WGPSN |
| Tros         | 11°08′N 27°16′W / 11.14°N 27.26°V   | 94           | 1979           | Tros, grec; tatăl lui Ganymede.                                                                                 | WGPSN |
| Upuant       | 46°24′N 40°28′E / 46.4°N 40.46°E    | 17           | 1997           | Upuant, zeu războinic cu cap de șacal, zeul morților.                                                           | WGPSN |
| We-ila       | 12°22′S 69°39′E / 12.36°S 69.65°E   | 36           | 2000           | We-ila, zeul akkadian din care a fost creat eroul Atra-hasis.                                                   | WGPSN |
| Wepwawet     | 69°53′S 59°49′W / 69.89°S 59.81°V   | 86           | 2000           | Wepwawet, zeitatea șacalului antică egipteană.                                                                  | WGPSN |
| Zakar        | 31°17′N 26°20′E / 31.28°N 26.33°E   | 170          | 1997           | Zakar, zeitatea supremă asiriană.                                                                               | WGPSN |
| Zaqar        | 58°10′N 37°25′W / 58.16°N 37.41°V   | 33           | 1979           | Zaqar, asiro-babilonian; Mesagerul lui Sin care a adus vise oamenilor.                                          | WGPSN |

### Nume abandonate sau neaprobate
| Crater | Coordonate                        | Diametru (km) | Anul aprobării | Eponim | Ref   |
| ------ | --------------------------------- | ------------- | -------------- | --- | ----- |
| Keret  | 16°00′N 35°12′W / 16.0°N 35.2°V   | 36.0          | 1979           | Abandonat. Keret, erou fenician. Numele a fost abandonat deoarece craterul nu a fost găsit în imagini.                                                          | WGPSN |
| Khnum  | 17°48′S 85°12′W / 17.8°S 85.2°V   | 45.0          | –              | Nu este aprobat. Khnum, zeul creației egiptean cu cap de berbec. Notă: Numele provizoriu Khnum a fost schimbat în Nah-Hunte din cauza dublării cu Khnum Catena. | WGPSN |
| Wadjet | 53°48′S 268°54′W / 53.8°S 268.9°V | 100.0         | 2000           | Nume abandonat. Wadjet, zeița cobra egipteană. Același crater ca și Nut.                                                                                        | WGPSN |